# Bộ nhớ dài-ngắn hạn

Tế bào bộ nhớ dài-ngắn hạn (LSTM) có thể xử lý dữ liệu tuần tự và giữ trạng thái ẩn của nó theo thời gian.

Bộ nhớ dài-ngắn hạn hay Bộ nhớ ngắn-dài hạn (tiếng Anh: Long short-term memory, viết tắt LSTM) là một mạng thần kinh hồi quy (RNN) nhân tạo được sử dụng trong lĩnh vực học sâu. Không giống như các mạng thần kinh truyền thẳng (FNN) tiêu chuẩn, LSTM có chứa các kết nối phản hồi. Mạng không chỉ xử lý các điểm dữ liệu đơn lẻ (như các hình ảnh), mà còn xử lý toàn bộ chuỗi dữ liệu (chẳng hạn như lời nói hoặc video). Ví dụ, LSTM có thể áp dụng cho các tác vụ nhận dạng chữ viết tay, nhận dạng tiếng nói và phát hiện bất thường có tính chất kết nối, không phân đoạn trong giao thông mạng hoặc các IDS (hệ thống phát hiện xâm nhập).
Một đơn vị LSTM thông thường bao gồm một tế bào (cell), một cổng vào (input gate), một cổng ra (output gate) và một cổng quên (forget gate). Tế bào ghi nhớ các giá trị trong các khoảng thời gian bất ý và ba cổng sẽ điều chỉnh luồng thông tin ra/vào tế bào.

## Các ứng dụng
Các ứng dụng sử dụng LSTM bao gồm:
- Quản lý robot[6]
- Dự đoán chuỗi thời gian[7]
- Nhận dạng tiếng nói[8][9][10]
- Học giai điệu (nhịp điệu)[11]
- Sáng tác nhạc[12]
- Học ngữ pháp[13][14][15]
- Nhận dạng chữ viết tay[16][17]
- Nhận dạng hành động của con người[18]
- Ngôn ngữ ký hiệu[19]
- Phát hiện tương đồng protein[20]
- Dự đoán vị trí dưới tế bào của protein[21]
- Phát hiện chuỗi thời gian bất thường[22]
- Một số tác vụ dự đoán trong lĩnh vực quản lý quy trình kinh doanh[23]
- Dự đoán trong các lộ trình chăm sóc y tế[24]
- Phân tích ngữ nghĩa[25]
- Đồng phân đoạn đối tượng[26][27]
- Quản lý hành khách sân bay[28]
- Dự báo giao thông vận tải ngắn hạn[29]
- Thiết kế thuốc[30]